# 稲垣みいこ
稲垣 みいこ（いながき みいこ）は、イラストレーター、原画家。11月22日生まれ。千葉県出身。

## 主な作品

### 原画
- THE 恋愛シミュレーション2 ～ふれあい～ （S-NEO・HuneX・ディースリー・パブリッシャー）
- Hな除霊パズル! いきたい いかせて霊媒師 かなたのお願い （テトラポット）
- CreamPuff (S-NEO)
- Clear -クリア- (MOONSTONE)
- Clearクリスタルストーリーズ (MOONSTONE)
- Clear -クリア- 新しい風の吹く丘で (Sweets)
- あいれぼ 〜IDOL☆REVOLUTION〜 (SIESTA)
- マジスキ 〜Marginal Skip〜 (MOONSTONE)
- はぴ☆さま！ ～宮乃森村へようこそ！～ (Sugar Pot)
- 古色迷宮輪舞曲 〜HISTOIRE DE DESTIN〜（Yatagarasu）
- ゆめこい 〜夢見る魔法少女と恋の呪文〜（Parasol）
- 恋DOKi（Etoiles）

### イラスト・挿絵
- 小形聖史『Pia・キャロットへようこそ!!G.O.～グランドオープン～ 椚あやの編』（角川書店）
- みかづき紅月『サムライメイド』（美少女文庫）
- スティックポスターin羽後町　御嶽神社（秋田県羽後町）
- 美少女ゲームアワード イメージキャラクター（美少女ゲームアワード）
- 橘真児『このたび妹と結婚しました。』（美少女文庫）
- 桃色大戦ぱいろん オリジナルキャラクター 「キースキルーリルーラーケ」（株式会社エクストリーム）
- 石川ユウヤ『彼女と二人で「C」体験！』（MF文庫J）
- 夜詩雪『カノジョとオーダーとやさしい嘘』（スーパーダッシュ文庫）
- 糸井健一・他『真・恋姫†無双～萌将伝～短編集1』（なごみ文庫）
- 橘真児『妹は温泉女将！』（美少女文庫）
- 市川智士『だんない！ 優希、しっかりしまっしま！』（スーパーダッシュ文庫）

### コラム連載
- 「PUSH!!」（マックス）
- 「DENGEKI HIME」（アスキー・メディアワークス）